# Полар, Хорхе
Хорхе Полар Варгас (исп. Jorge Polar Vargas; 21 апреля 1856,  Арекипа, Перу — 6 июня 1932,  Арекипа, Перу) — перуанский государственный, политический и дипломатический деятель, поэт, прозаик, педагог, ректор. Доктор наук.

## Биография
Обучался в университете Сантьяго де Чили, затем Национальной школе американской независимости (Арекипа), основанной Симоном Боливаром. Продолжил учёбу в университете Сан — Агустин в Арекипа, где в 1874 году получил степень доктора права. Занялся адвокатской практикой. Позже отправился в Лиму, где окончил факультет истории, философии и филологии в Национальном университете Сан-Маркос (1899).
Вернувшись в Арекипу, преподавал курс истории Перу в школах города, Национальной школе американской независимости. Был назначен профессором Университета Сан-Агустина в Арекипе, преподавал древнюю литературу, историю Перу, современную философию, а также историю искусства и эстетики.
В 1896 году был назначен ректором Университета Сан-Агустин в Арекипе, провёл радикальную реформу университета (переизбирался ректором в 1900, 1904, 1916 и 1920 годах).
С молодости занимался журналистикой, был публицистом, редактором нескольких печатных изданий.
С 1899 по 1907 гг. избирался депутатом от провинции Кайлома.
С 24 сентября 1904 года по 19 ноября 1906 года — министр юстиции в правительстве Х. Пардо-и-Барреда. Осуществил радикальные реформы в области права и образования Перу. Основал Национальный и Исторический институты Перу.
В 1907—1916 годах — член Высшего суда Лимы.
В 1919 году он был полномочным послом Перу на Кубе.

## Творчество
Автор стихов, романов, работ в области философии, эстетики, литературоведения.

## Избранные произведения
- Biografía de don Juan Manuel Polar (1886)
- Estudios Literarios (1886), эссе.
- Algo en Prosa (1887), эссе.
- Poesías (1887)
- Lucía и Carta a Julia (1887), поэзия.
- Blanca (1888), роман.
- Arequipa (1891, 1892, 1958), социологические исследования о его родном городе.
- Filosofía Ligera (1895)
- Estrofas de un Poema (1896), поэзия.
- Estética (1903)
- En la Universidad (1904)
- Confesión de un Catedrático (1925)
- Nuestro Melgar (1928), эссе.
- Introducción al Estudio de la Filosofía Moderna (1928)